# 颱風瑪莉亞 (2006年)
颱風瑪莉亞（英語：Typhoon Maria）達到颱風的最低標準，並在2006年8月上旬掠過日本東南部沿岸。2006年太平洋颱風季的第七個獲得命名的風暴，一熱帶低氣壓在西太平洋開闊水域中形成，是為瑪莉亞的前身。8月5日，日本氣象廳（JMA）將該低氣壓歸類為熱帶風暴，而聯合颱風警報中心（JTWC）則維持其低氣壓評級。風暴在翌日迅速增強成颱風，並在8月6日早上達到風力時速130公里（10分鐘風速）的最高強度。風暴在開始轉向時逐漸減弱，使其與日本東南部沿岸平行移動。8月9日，瑪莉亞減弱為熱帶低氣壓，隨後轉變成溫帶氣旋並在8月14日消散。瑪莉亞在日本只帶來輕微的影響，主要是大雨，據估計在伊豆半島的最高雨量超過400毫米。一人被雷暴擊中身亡，另有六人受傷。

## 氣象歷史
8月3日，日本氣象廳（JMA）開始監測位於南鳥島東南方的熱帶低氣壓。低氣壓向西北偏西移動並緩慢地發展。8月5日下午4時30分，聯合颱風警報中心（JTWC）向位於马里亚纳群岛北部東北偏東約740公里處、正在發展中的系統發佈熱帶氣旋形成警報。環流中心四周存在深層對流，但風暴的整體結構類似於副熱帶氣旋。然而，風暴位於低至中等垂直风切变區域，高空存在有利的分流，它仍可能增強。當天晚上，日本氣象局將低氣壓升格為熱帶風暴，並將其命名為瑪莉亞（Maria），這是由美國提供的名稱，也是一個常見的查莫洛女性名。瑪莉亞沿着位於日本東方一個廣闊的副熱帶高壓脊邊緣繼續向西北偏西方移動。
當日本氣象廳發佈他們的首個公告時，聯合颱風警報中心將位於硫磺島東北偏東約280公里處的系統指定為第九號熱帶低氣壓。翌日早上，日本氣象廳將瑪莉亞歸類為風力時速95公里（10分鐘風速）的強烈熱帶風暴，而聯合颱風警報中心報告指瑪莉亞剛剛達到風力時速75公里（10分鐘風速）的熱帶風暴。風暴也有稍微向北重新定位。風暴向西北方移動並增強為颱風，並在上午9時達到風力時速130公里（10分鐘風速）、最低氣壓975百帕（毫巴）的最高強度。大約在同一時間，聯合颱風警報中心評估風暴已達到風力時速110公里（1分鐘風速）的最高強度。然而在實際操作上，聯合颱風警報中心認為瑪莉亞在8月7日達到風力時速120公里（1分鐘風速）的颱風最低標準。

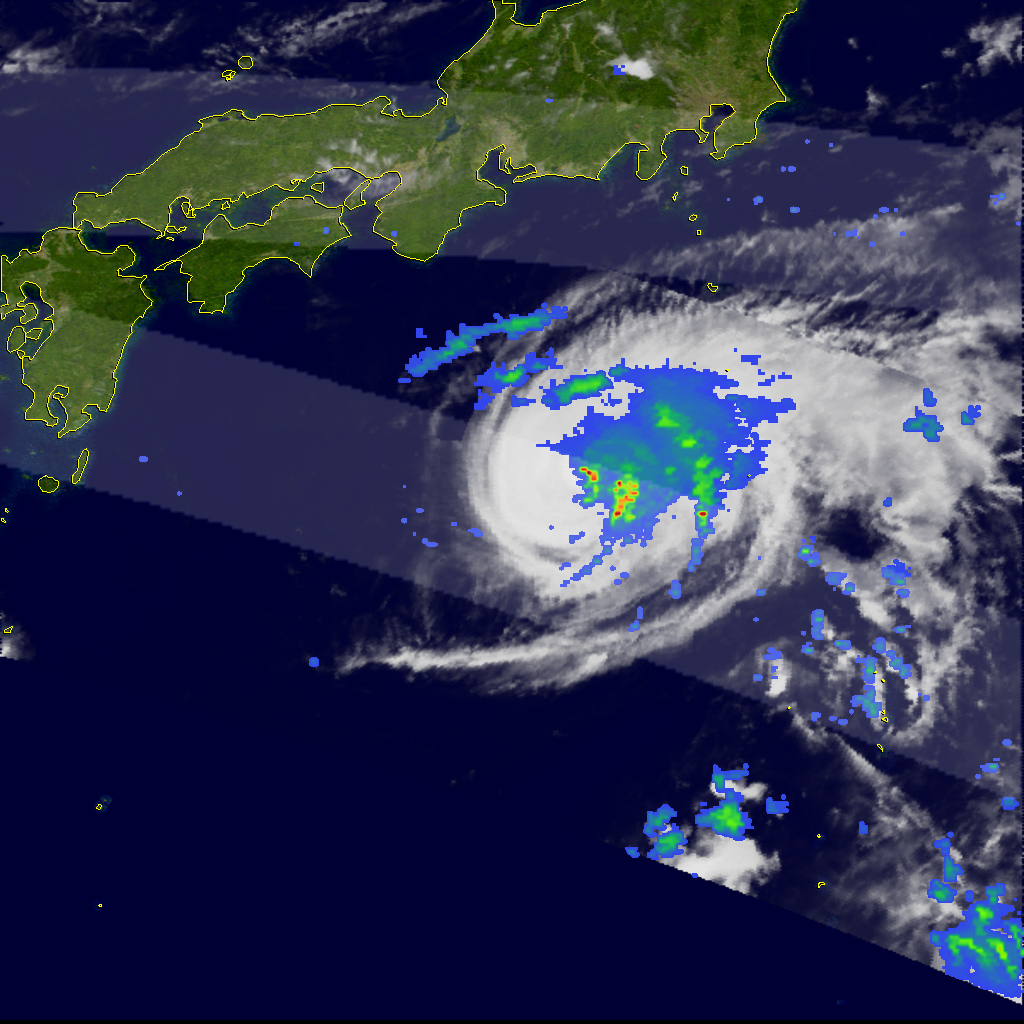
8月7日瑪莉亞的熱帶降雨測量任務（TRMM）衛星影像

8月7日，風暴東部四周形成帶狀風眼特徵，並伴有深層對流。當天晚上，風暴急劇轉向東北移動，與本州南部海岸線平行移動。瑪莉亞轉向時，系統開始捲入乾空氣，導致系統減弱。隨了乾空氣入侵，風切變亦開始增強，日本氣象廳在8月8日早上將瑪莉亞降格為強烈熱帶風暴。風暴在8月9日非常接近於日本东京附近登陸時繼續減弱。兩個機構均在8月9日早上將瑪莉亞降格為熱帶低氣壓，當中聯合颱風警報中心發佈其最後公告。瑪莉亞在8月10日維持其熱帶低氣壓標準24小時，之後在在東京東北偏東約835公里處轉變成溫帶氣旋。8月14日晚上，瑪莉亞的溫帶殘留轉向北方並在鄂霍次克海上空消散。

## 防災措施及影響
氣象官員警告居民注意8月8日至9日期間東海地方、關東地方、甲信越地方和伊豆群島的大雨、強風和巨浪。受瑪莉亞影響，從東京羽田機場起飛的七班航班被取消。特快列車JR伊東線因下雨而暫時停運。當瑪莉亞吹襲日本時，它在該國東南部地區產生大雨。橫田飛行場的降雨量為38.1毫米，風速達每小時34公里。伊豆半島部分地區在兩天內錄得的降雨量超過400毫米，在東京最高達到458毫米。在岐阜县，與颱風有關的雷暴引發山泥傾瀉，導致510戶住宅斷電。一個小農場被強風嚴重破壞後，一名男子受傷，另有兩頭乳牛死亡。水災及山泥傾瀉影響千葉縣銚子市的數十所房屋，逼使63戶家庭撤離。東京一人被閃電擊中身亡。一架飛往東京的飛機遇到瑪莉亞產生的湍流，造成五人受傷。

## 外部連結
- 日本氣象廳有關颱風瑪莉亞（0607）的一般資訊 （页面存档备份，存于），取自數位颱風網 （英語）
- 日本氣象廳有關颱風瑪莉亞（0607）的最佳路徑資料 （页面存档备份，存于） （日語）
- 日本氣象廳有關颱風瑪莉亞（0607）的JMA 最佳路徑資料（圖像） （页面存档备份，存于） （英語）
- 日本氣象廳最佳路徑資料（文字） （页面存档备份，存于） （英語）
- 聯合颱風警報中心有關第九號熱帶風暴（瑪莉亞）的JTWC 最佳路徑資料 的存檔，存档日期2011-06-07. （英語）
- 來自美國海軍研究實驗室的09W.瑪莉亞 （英語）